# Dude, We're Getting the Band Back Together
"Dude, We're Getting the Band Back Together" é o décimo terceiro episódio da primeira temporada da série de televisão de animação norte-americana Phineas e Ferb. Teve o seu enredo co-escrito por Bobby Gaylor e Martin Olson, com tramas criadas por Chris Headrick e Chong Lee. Dan Povenmire, criador da série, foi o responsável pela realização, marcando a sua segunda colaboração com Headrick. A sua transmissão original norte-americana ocorreu através do canal de televisão Disney Channel a 8 de Março de 2008. Além dos dobradores integrantes do elenco regular de Phineas e Ferb, "Dude, We're Getting the Band Back Together" contou com a participação de três actores: Jaret Reddick, Carlos Alazraqui, e Steve Zahn.
O enredo do episódio centra-se nos irmãos Phineas Flynn e Ferb Fletcher a tentarem reunir a banda Love Händel para que consigam apaziguar o relacionamento dos seus pais Lawrence e Linda no dia do seu aniversário de casamento. Entretanto, o Dr. Heinz Doofenshmirtz tenta organizar uma festa de aniversário para a sua filha Vanessa, contudo, é interrompido por Perry o Ornitorrinco, o seu arqui-inimigo.
"Dude, We're Getting the Band Back Together" foi recebido com aclamação pela crítica especialista em televisão, bem como por fãs do seriado, sendo apontado como um dos favoritos dos telespectadores bem como de membros da equipa de produção. Na 60.ª cerimónia anual dos prémios Primetime Emmy, "Ain't Got Rhythm", uma das canções do episódio, rendeu a Phineas e Ferb a sua única nomeação na categoria "Melhor Música e Letras Originais" em 2008.

## Produção

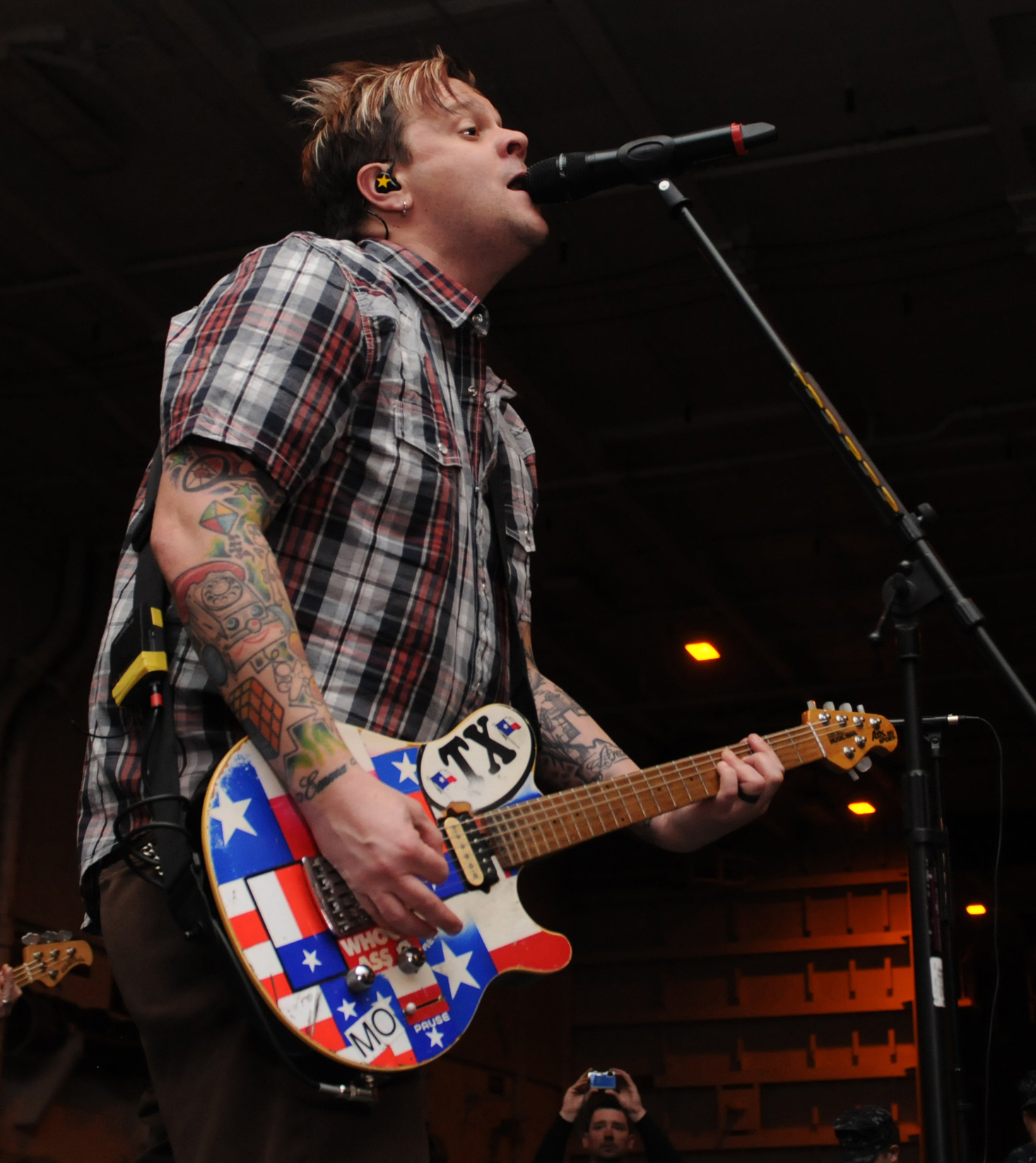
Jaret Reddick — líder da banda Bowling for Soup, intérprete do tema de abertura de Phineas e Ferb nomeado para um prémio Emmy — fez uma participação no episódio como Danny, vocalista dos Love Händel.

"Dude, We're Getting the Band Back Together" teve o seu enredo escrito por Bobby Gaylor e Martin Olson, com tramas criadas por Chris Headrick e Chong Lee. Dan Povenmire, criador da série, foi o responsável pela realização, marcando a sua segunda colaboração com Headrick, com quem já havia anteriormente trabalhado em Hare and Loathing in Las Vegas (2004), um curta-metragem da franquia Looney Tunes lançado directamente em vídeo.
A personalidade de cada integrante do grupo musical Love Händel foi inspirada em membros da equipa de produção de Phineas e Ferb, que também já haviam trabalhado como músicos anteriormente. Danny foi baseado e nomeado em homenagem a Povenmire, Bobbi Fabulous foi igualmente nomeado com base em Gaylor, bem como Swampy em Jeff "Swampy" Marsh, co-criador da série. Ambos Povenmire e Marsh trabalharam em bandas diferentes em Los Angeles, Califórnia, por mais de uma década. Gaylor era um intérprete de spoken word que tocava tanto música pop quanto rock, tendo inclusive gravado um álbum intitulado Fuzzatronic Dreams.
Além dos dobradores integrantes do elenco regular de Phineas e Ferb, "Dude, We're Getting the Band Back Together" contou com a participação de três actores que deram voz aos membros dos Love Händel: Jaret Reddick — líder da banda Bowling for Soup, intérprete do tema de abertura da série nomeado para um prémio Emmy — Carlos Alazraqui, e Steve Zahn. Love Händel viria mais tarde a fazer outra participação em "Thaddeus and Thor", episódio da segunda temporada no qual Doofenshmirtz canta sobre a sua infância ao som da canção "Snuck Your Way into My Heart" e depois introduz a banda para terminá-la. De seguida, gaba-se a Perry por ter o grupo na sua "história de fundo." A banda foi mais tarde vista em "Just Passing Through" e "Hip Hip Parade", além de ter cantado duas canções no episódio "Phineas and Ferb: Summer Belongs To You!": "Bouncin' Around the World" e "The Ballad of Klimpaloon", esta última apenas disponível na banda sonora da série. Love Händel participou ainda na canção "Carpe Diem" no episódio "Rollercoaster: The Musical!".

## Enredo
Os pais de Phineas e Ferb, Linda e Lawrence, discutem pois Lawrence se esqueceu do evento celebrado naquele dia, mais tarde revelado ser o aniversário do seu casamento. Então, ele vai a garagem à procura de um presente, apenas para descobrir um álbum antigo da banda Love Händel, explicando às crianças que ele e Linda deram o primeiro beijo no concerto de despedida da banda. Lawrence fica triste pois gostaria de reviver aquele momento. Após as crianças verem um episódio de um seriado inspirado em Where Are They Now? no qual o tópico era Love Händel, eles decidem juntar a banda de novo. Candance fica encarregue de manter Linda fora da casa para que os seus irmãos consigam encontrar os membros do grupo. Danny, o vocalista, concordou imediatamente com a ideia após uma canção. Os outros membros, o baixista Bobbi e o baterista Swampy, não são tão fáceis de convencer, todavia, acabam por aconcordar através de canções também. Após Lawrence entrar em desespero por causa de um acontecimento que culminou em um incêndio, Phineas e Ferb deixam-no descontraído e revelam que conseguiram reunir a banda. Ao chegarem a casa da família Fletcher, a banda discute após uma tentativa de ensaio e fica ansiosa ao ouvir o barulho da audiência. Linda regressa a casa com Candance no mesmo momento em que os Love Händel começam a tocar, eventualmente fazendo as pazes com o seu marido.
Entretanto, Perry o Ornitorrinco, animal de estimação da família Fletcher e agente secreto, entra de rompante no covil do seu arqui-inimigo, o Dr. Doofenshmirtz, descobrindo, todavia, que ele está apenas a organizar a festa do 16.° aniversário da sua filha Vanessa. Doofenshmirtz explica que tem vindo a tentar dar-lhe os melhores presentes imagináveis, tendo constantemente falhado em deixar-lhe satisfeita. Então, Perry decide deixar as suas divergências de lado e ajuda-o a organizar a festa. Não obstante, mais tarde, Doofenshmirtz, acorrenta Perry a um roquete gigante, explicando que irá encerrar a festa lançando com fogos de artifício e matando-o ao mesmo tempo. Quando Vanessa chega, ela odeia a decoração "infantil" da festa e receia ficar humilhada perante aos seus amigos góticos. Ao falhar mais uma vez ao tentar uma nova decoração para a festa da sua filha, Doofenshmirtz decide acender o roquete de Perry de modo a animar o seu espírito, mas o ornitorrinco consegue se libertar e luta com o doutor que, por sua vez, acaba acorrentado ao roquete, cuja explosão cria um ambiente pós-destruição, muito para o êxtase dos amigos de Vanessa, que agradece ao seu pai por finalmente conseguir organizar uma festa que lhe agrade e também a Perry pela ajuda.

## Repercussão

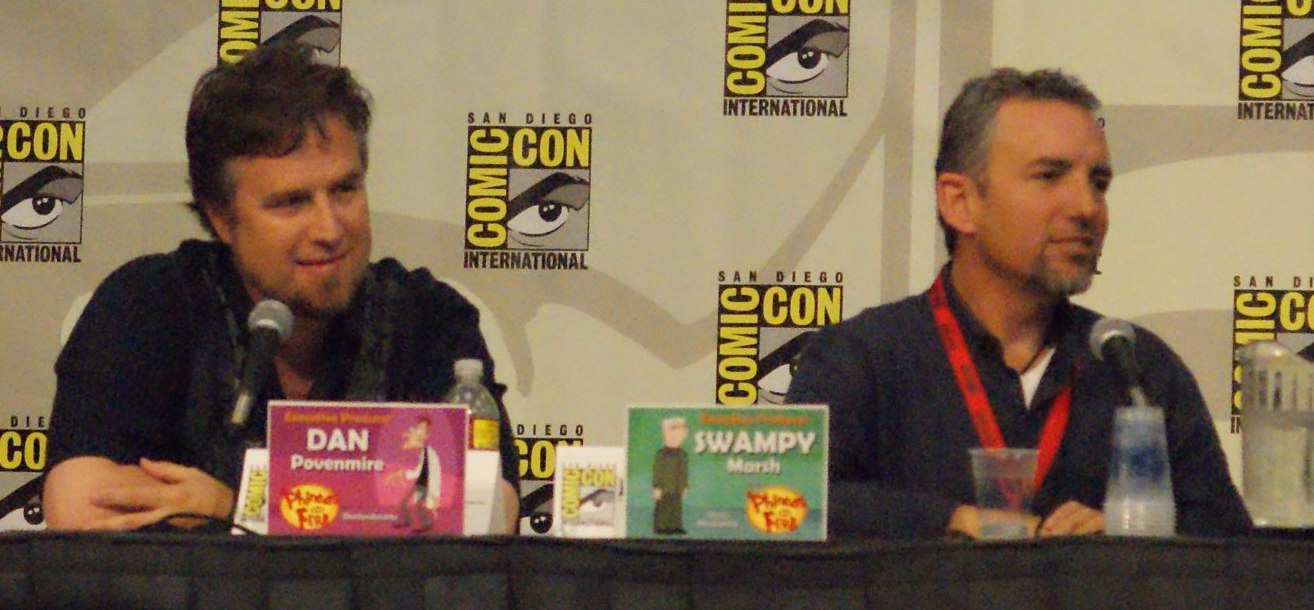
"Dude, We're Getting the Band Back Together" é um dos episódios favoritos de ambos Dan Povenmire (esquerda) e Jeff "Swampy" Marsh, criadores de Phineas e Ferb.

O episódio recebeu aclamação pela crítica especialista em televisão, bem como pelos fãs do seriado. Steve Fritz, repórter do portal Newsrama, descreveu o episódio como um dos favoritos dos fãs, elogiando-o por mostrar "maneiras incríveis de brincar com as paredes da fórmula [do seriado], vindo constantemente com ideias diferentes refrescantes." O episódio foi também popular por entre os membros da equipa; Povenmire revelou ser um dos favoritos dele e de Marsh, destacando a qualidade das canções, o encerramento "tocante", e o "sentimento muito bom" do enredo. Em Abril de 2009, Marsh posicionou "Dude, We're Getting the Band Back Together" e "The Chronicles of Meap" no segundo posto da sua lista dos episódios favoritos de Phineas e Ferb.
"É o nosso [os co-criadores] episódio favorito. Nós gostamos de todas as canções. A história tem um bom sentimento por detrás dela e é meio tocante no fim."
— O co-criador Dan Povenmire a comentar a respeito do episódio.
Na 60.ª cerimónia anual dos prémios Primetime Emmy, "Ain't Got Rhythm", uma das canções do episódio, rendeu a Phineas e Ferb a sua única nomeação na categoria "Melhor Música e Letras Originais" em 2008. A nomeação atribuiu os créditos da canção a Danny Jacob pela música e Marsh, Povenmire, Olson, e Robert Hughes pelas letras. Todavia, perdeu o prémio para "I'm Fucking Matt Damon", canção composta por Tony Barbieri, Sal Iacono, Wayne McClammy, Sarah Silverman e Dan Warner para o episódio "The 5th Year Anniversary Show" do talk show Jimmy Kimmel Live!. Além disso, "Ain't Got Rhythm" foi posicionada no oitavo posto em Phineas and Ferb's Musical Cliptastic Countdown (2009), uma contagem decrescente das melhores canções da primeira temporada da série baseada em votos do público. Juntamente com "Fabulous" e "You Snuck Your Way Right Into My Heart", "Ain't Got Rhythm" está disponível na banda sonora de Phineas e Ferb. "Danny's Story" e "Music Make Us Better", porém, não foram inclusas.